# آریانا فولیس
آریانا فولیس (انگلیسی: Arianna Follis; ۱۱ نوامبر ۱۹۷۷ – ) اسکی‌باز صحرانوردی اهل ایتالیا بود. وی از اسکی‌بازان اسکی صحرانوردی در بازی‌های المپیک زمستانی ۲۰۰۶ بوده است.